# Pieniążek ciemnobulwkowy

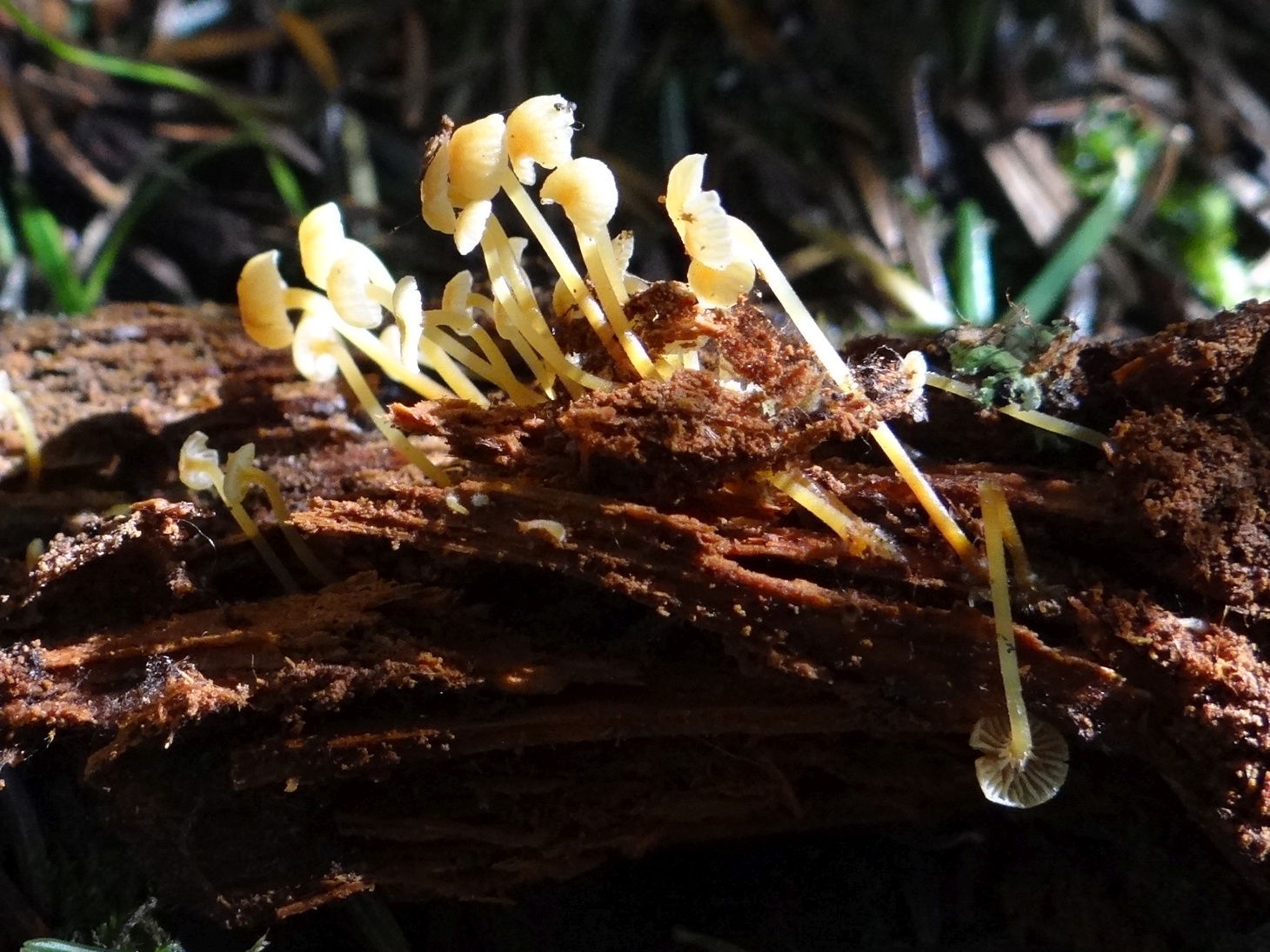

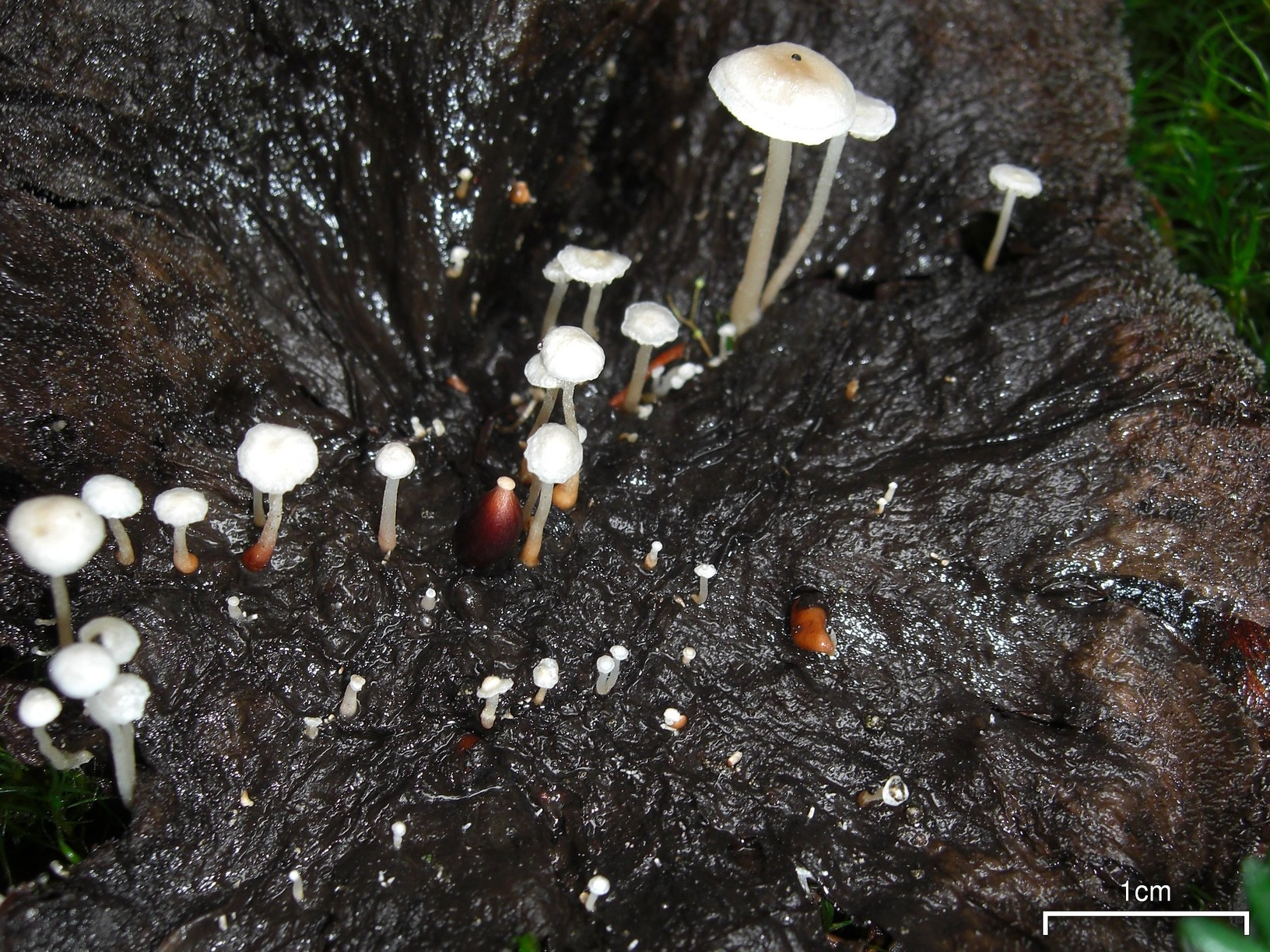

Pieniążek ciemnobulwkowy (Collybia tuberosa (Bull.) P. Kumm.) – gatunek grzybów z rzędu pieczarkowców (Agaricales).

## Systematyka i nazewnictwo
Pozycja w klasyfikacji według Index Fungorum: Collybia, Incertae sedis, Agaricales, Agaricomycetidae, Agaricomycetes, Agaricomycotina, Basidiomycota, Fungi.
Po raz pierwszy takson ten opisał w 1786 r. Jean Baptiste François Pierre Bulliard nadając mu nazwę Agaricus tuberosus. Obecną, uznaną przez Index Fungorum nazwę nadał mu w 1871 r. Paul Kummer.
Ma 13 synonimów. Niektóre z nich:
- Collybia sclerotipes (Bres.) S. Ito 1950
- Microcollybia tuberosa (Bull.) Lennox 1979[2].

Polską nazwę zaproponował Władysław Wojewoda w 1998 r.

## Morfologia
Kapelusz
Średnica 2–10 mm;, kształt początkowo wypukły z nieco podwiniętym brzegiem, potem szeroko wypukły, na koniec płaski, z płytkim zagłębieniem centralnym lub bez. Powierzchnia mniej lub bardziej naga, biaława do płowożółtej, czasem z prążkowanym brzegiem.
Hymenofor
Blaszkowy. Blaszki przyrośnięte, gęste lub średniogęste, białawe lub bladoróżowe.
Trzon
Wysokość 1–5 cm, grubość około 1 mm, mniej więcej cylindryczny, początkowo pełny, potem pusty. Powierzchnia często drobno oprószona na wierzchołku i / lub na podstawie, biaława do różowawej. Wyrasta z elipsoidalnych, czerwonawo-brązowych sklerocjów o wymiarach 3–12 × 2–5 mm.
Miąższ
Cienki, białawy.
Cechy mikroskopowe
Zarodniki 4–6 × 3–3,5 µm, gładkie, elipsoidalne lub łezkowate, nieamyloidalne. Pleurocystyd brak, cheilocystydy są, ale w rozproszeniu, rzadkie i niepozorne, o długości 18–32 μm, cylindryczne, z nielicznymi płatami lub występami. Strzępki w skórce kapelusza typu ixocutis o szerokości 2–5 µm. Pileocystyd brak.
Gatunki podobne
Odróżnienie podobnych gatunków pieniążków wymaga grzebania w podłożu. Pieniążek drobniutki (Collybia cirrhata) nie wytwarza sklerocjów i po tym można go odróżnić od pieniążka ciemnobulwkowego. Pieniążek żółtobulwkowy (Collybia cookei) wytwarza sklerocja, ale kuliste, o barwie od żółtej do żółtopomarańczowej.

## Występowanie
Znane jest występowanie pieniążka ciemnobulwkowego w Ameryce Północnej, Europie i Azji, podano także jedno stanowisko w Afryce. Najwięcej stanowisk podano w Europie. Występuje tutaj na całym obszarze, od Morza Śródziemnego po północne krańce Półwyspu Skandynawskiego i Islandię. W Polsce jest pospolity.
Grzyb saprotroficzny. Występuje w różnego typu lasach i zaroślach, na torfowiskach, nieużytkach rolnych. Grzyb nagrzybny rozwijający się na pozostałościach owocników grzybów z rzędu pieczarkowców, zwłaszcza z rodzajów Lactarius (mleczaj) i Russula (gołąbek). Czasami resztki tych grzybów są już tak rozłożone, że trudno ustalić, że są to pozostałości grzybów. Czasami rozwija się także na próchnicy. Owocniki tworzy zwykle od sierpnia do listopada.